# The Pretender (Foo Fighters)
"The Pretender" is de leadsingle van het album Echoes, Silence, Patience & Grace van de Foo Fighters dat in 2007 uitkwam. Het werd een nummer 1-hit in de Kink 40 van Kink FM en de Hot Modern Rock Tracks en de Hot Mainstream Rock Tracks uit de Verenigde Staten, in de laatste staat deze single voor de achttiende week op 1 waarmee het Linkin Park's "What I've Done" versloeg, die 16 weken op 1 stond. Het behaalde de 7e positie in de Britse UK Singles Chart en is ook een van de succesvolste nummers van de band. Door deze successen was het genomineerd voor de Grammys voor Record of the Year, Best Rock Song en won in Best Hard Rock Performance.
Het nummer belandde twee keer op nummer 1 in de Kink 40: op 31 augustus- en 21 september 2007.

## Tracklist

### 2-track CD
1. "The Pretender"[1]
2. "If Ever"

### Maxi CD
1. "The Pretender"[2]
2. "Come Alive" (demo versie)
3. "If Ever"
4. "Monkey Wrench" (live video)

### 7"
1. "The Pretender"[3]
2. "Bangin"

## Hitnotering
| "The Pretender" in de Nederlandse Single Top 100 - binnen: 08-09-2007 | "The Pretender" in de Nederlandse Single Top 100 - binnen: 08-09-2007 | "The Pretender" in de Nederlandse Single Top 100 - binnen: 08-09-2007 | "The Pretender" in de Nederlandse Single Top 100 - binnen: 08-09-2007 | "The Pretender" in de Nederlandse Single Top 100 - binnen: 08-09-2007 | "The Pretender" in de Nederlandse Single Top 100 - binnen: 08-09-2007 | "The Pretender" in de Nederlandse Single Top 100 - binnen: 08-09-2007 | "The Pretender" in de Nederlandse Single Top 100 - binnen: 08-09-2007 | "The Pretender" in de Nederlandse Single Top 100 - binnen: 08-09-2007 | "The Pretender" in de Nederlandse Single Top 100 - binnen: 08-09-2007 | "The Pretender" in de Nederlandse Single Top 100 - binnen: 08-09-2007 |
| Week                                                                  | 1                                                                     | 2                                                                     | 3                                                                     | 4                                                                     | 5                                                                     | 6                                                                     | 7                                                                     | 8                                                                     | 9                                                                     |                                                                       |
| --------------------------------------------------------------------- | --------------------------------------------------------------------- | --------------------------------------------------------------------- | --------------------------------------------------------------------- | --------------------------------------------------------------------- | --------------------------------------------------------------------- | --------------------------------------------------------------------- | --------------------------------------------------------------------- | --------------------------------------------------------------------- | --------------------------------------------------------------------- | --------------------------------------------------------------------- |
| Nummer                                                                | 94                                                                    | 50                                                                    | 55                                                                    | 40                                                                    | 39                                                                    | 73                                                                    | 76                                                                    | 77                                                                    | 85                                                                    | uit                                                                   |

| "The Pretender" in de Vlaamse Ultratop 50 - binnen: 06-10-2007 | "The Pretender" in de Vlaamse Ultratop 50 - binnen: 06-10-2007 | "The Pretender" in de Vlaamse Ultratop 50 - binnen: 06-10-2007 | "The Pretender" in de Vlaamse Ultratop 50 - binnen: 06-10-2007 | "The Pretender" in de Vlaamse Ultratop 50 - binnen: 06-10-2007 | "The Pretender" in de Vlaamse Ultratop 50 - binnen: 06-10-2007 | "The Pretender" in de Vlaamse Ultratop 50 - binnen: 06-10-2007 | "The Pretender" in de Vlaamse Ultratop 50 - binnen: 06-10-2007 |
| Week                                                           | 1                                                              | 2                                                              | 3                                                              | 4                                                              | 5                                                              | 6                                                              |                                                                |
| -------------------------------------------------------------- | -------------------------------------------------------------- | -------------------------------------------------------------- | -------------------------------------------------------------- | -------------------------------------------------------------- | -------------------------------------------------------------- | -------------------------------------------------------------- | -------------------------------------------------------------- |
| Nummer                                                         | 38                                                             | 27                                                             | 26                                                             | 30                                                             | 32                                                             | 46                                                             | uit                                                            |

### NPO Radio 2 Top 2000
| Nummer met noteringen in de NPO Radio 2 Top 2000 | '11  | '12 | '13 | '14 | '15 | '16 | '17 | '18 | '19 | '20 | '21 | '22 | '23 | '24 |
| ------------------------------------------------ | ---- | --- | --- | --- | --- | --- | --- | --- | --- | --- | --- | --- | --- | --- |
| The Pretender                                    | 1498 | 154 | 96  | 107 | 70  | 89  | 88  | 83  | 116 | 118 | 126 | 116 | 129 | 141 |

1. ↑  Een vetgedrukt getal geeft de hoogste notering aan.
2. ↑  2011 was het eerste jaar met een notering voor dit nummer.

### Tijdloze 100vanStudio Brussel
| De Tijdloze   | 2011 | 2012 | 2013 | 2014 | 2015 | 2016 | 2017 |
| ------------- | ---- | ---- | ---- | ---- | ---- | ---- | ---- |
| The Pretender | 100  | 47   | 47   | 28   | 65   | 56   | 48   |